# オープン・ソース・インテリジェンス
オープン・ソース・インテリジェンス（英: Open-Source Intelligence）とは、合法的に入手できる資料を調べて突き合わせる手法である。OSINT（オシント）と略す。オープン・ソース・インベスティゲーション（公開情報調査、英: Open-Source Investigation）と呼ばれる事もある。
1980年代から諜報・諜報活動で用いられるようになってきた。他のヒューミント（HUMINT）やシギント（SIGINT）と呼ばれる手法が主として「秘密の情報を違法行為を厭わずに得る」ことを旨とするのに対し、公開されている情報（つまりは合法な）を情報源とすることが特徴である。

## 概要
オシントは「合法的に入手できる資料」を「調べて突き合わせる」手法である。情報源は政府の公式発表（プレスリリース）、マスメディアによる報道・インターネット・新聞・書籍・電話帳・科学誌その他を含む。具体的には、対象国の方針を割り出すために、対象国の新聞社交欄、ニュースの断片、人事の異動発令、発表報道などを丹念に集積し、分析するといった手法である。
さらに一般的な例として、ある個人アカウントでの停電や列車の運転中止の書き込み、投稿された画像・動画に記録されている位置情報や映り込んでいる物事から所在を割り出すなどのいわゆる「特定」もオシントの一種である。
細かいデータを少しずつ集めて分析するだけでも、相当な精度の情報が得られることがある。但し、公開されている情報自体がフェイク情報な場合もあり、ファクトチェックが前段階として重要となる。媒体入手・分析は、駐在国大使館で行なわれることが多い。また情報自体が非常に膨大となるため、情報の整理が非常に重要となる。ラジオ放送の受信など、自国領内を拠点とするような活動もある。

## 運用する組織

### オランダ
- Oryx (ウェブサイト) ‐ オランダを拠点とする民間人によるOSINT・軍事研究組織[5]。

### イギリスでの事例
- BBCモニタリング（英語版） ‐1939年に外国放送とプロパガンダを利用するために設立された[6]。
- ベリングキャット - イギリスの独立系調査報道グループ

### アメリカ
1941年2月26日、外国の放送を監視する機関である外国放送監視局（FBMS）を設置。同年12月に第二次世界大戦参加で外国放送情報局 (FBIS）となる。この成果は、鉄道橋爆破の成功をパリのオレンジ販売価格から読み解く報告などとなる。
- オープンソースエンタープライズ（英語版） - BBCモニタリングと共同で情報の解析を行なっていた[6]。

### 日本での事例
- 内閣情報調査室（内調）
- 公安調査庁
- ラヂオプレス（旧・外務省ラヂオ室）
- 警察庁警備局
- 防衛省
  - 情報本部
  - 陸上自衛隊
    - 小平学校
    - 陸上総隊中央情報隊

#### トピック
立花隆の『田中角栄研究』は、対人取材は無く、登記情報や新聞記事などに拠るオープン・ソース・インテリジェンスの手法で執筆したという。

#### ツール
- RuleWatcher（サステナビリティ系）